# جایزه بزرگ (فیلم ۲۰۱۰)
«جایزه بزرگ» (انگلیسی: Grand Prix (2010 film)) یک فیلم ساخت کره جنوبی است که در سال ۲۰۱۰ منتشر شد.